# ستيف باسيل
ستيف باسيل (بالإنجليزية: Steve Basil)‏ هو حكم كرة قاعدة ‏ أمريكي، ولد في 2 أبريل 1893 في أوستن في الولايات المتحدة، وتوفي في 24 يونيو 1962 في Gilchrist, Texas ‏ في الولايات المتحدة.